# آن راسل میلر
آن راسل میلر (خواهر مری‌جوزف، راهبه مقدس انگلیسی: Ann Russell Miller; ۳۰ اکتبر ۱۹۲۸ – ۵ ژوئن ۲۰۲۱) راهبه اهل ایالات متحده آمریکا بود.
او در سال ۱۹۲۸ به دنیا آمد بیست‌ساله بود که با ریچارد میلر، مدیر ارشد پی‌جی اند ای (پسیفیک گس اند الکترونیک) شرکت انرژی آمریکایی در زمینه تولید، انتقال و توزیع برق، همچنین توزیع و انتقال گاز طبیعی بود ازدواج کرد. در سال ۱۹۸۴ همسرش بر اثر سرطان درگذشت و از همان زمان تصمیم گرفت به یکی از سخت‌گیرانه‌ترین فرقه‌های مذهب کاتولیک بپیوندد و راهبه شود. پنج سال پس از آن هر چه داشت رها کرد و به دیر مریم مقدس باکرهٔ کوه کرمل در دس‌پلینز در ایلینویکه متعلق به یکی از سفت و سخت‌ترین فرقه‌های کلیسای کاتولیک است پیوست در زادروز ۶۱ سالگی مهمانی بزرگی با ۸۰۰ مهمان در هتل هیلتون سان‌فرانسیسکو برگزار کرد تا با همه دوستان و خانواده‌اش خداحافظی کند. او به مهمانان گفت ۳۰ سال اول زندگی‌اش را برای خودش زندگی کرده و ۳۰ سال دوم آن را برای فرزندانش و آخرین ۳۰ سال را می‌خواهد برای خدا زندگی کند. روز بعد به شیکاگو پرواز کرد تا زندگی خود را در صومعه با نام خواهر مری‌جوزف شروع کند.